# Anthophora bimaculata
Héliophile commune
Espèce
Anthophora bimaculata, l’Héliophile commune, est une espèce d'abeilles solitaires de la famille des Apidae.

## Description
Anthophora bimaculata mesure 8-9 mm de long. La femelle a deux taches noires sur la face tandis que le mâle a la face immaculée, il se différencie de la femelle également par sa pilosité rousse (la couleur rousse s'atténue au fil du temps pour être remplacée par une teinte plus grisâtre). L'espèce est remarquable de par ses yeux verts (couleur qui disparait peu de temps après la mort de l'individu). Le bourdonnement strident qu’Anthophora bimaculata émet en vol est caractéristique de cette espèce et permet de la reconnaitre.

## Répartition et habitat
Anthophora bimaculata est répandue dans toute l'Europe, le sud de son aire étant le bord du Sahara. Thermophile, elle est plus abondante dans le sud de son aire de répartition.
Elle vit dans des milieux sableux et secs, et a besoin d'un sol à granulométrie plutôt fine pour creuser son nid.

## Comportement
La période de vol des imagos s'étale de fin mai à août dans le nord de son aire (comme en Belgique et en Suisse) mais s'étend jusqu'en octobre dans les régions méditerranéennes où la température est plus longtemps favorable pour cette espèce. Les mâles sont les premiers à sortir, patrouillant à la recherche de femelles. Le seul objectif de leur vie est de féconder les femelles.
S'agissant d'une abeille solitaire, chaque femelle s'occupe seule de sa descendance. Elle creuse une galerie dans le sol de 4-5 cm de profondeur dans laquelle elle pond et fait une réserve de pollen pour sa progéniture. Cette dernière sort sous forme imaginale l'année qui suit, à la même période (durant l'hiver, la larve est sous forme de pré-pupe dans un cocon).
Cette espèce est polylectique, visitant huit familles de plantes (Asteraceae, Boraginaceae, Campanulaceae, Fabaceae, Hypericaceae, Lamiaceae, Lythraceae et Rosaceae). Lorsqu'elle butine, Anthophora bimaculata vole très rapidement de fleur en fleur de manière aléatoire.

## Espèces parasites
Ammobates punctatus est une abeille cleptoparasite de la famille des Apidae qui a Anthophora bimaculata pour unique hôte. Coelioxys rufescens de la famille des Megachilidae parasite également les nids d’Anthophora bimaculata.

## Liste des sous-espèces
Selon GBIF (31 août 2024) :
- Anthophora bimaculata albifrons Eversmann, 1852
- Anthophora bimaculata bimaculata (Panzer, 1798)
- Anthophora bimaculata flavofimbriata Hedicke, 1931

## Menaces et protection
Anthophora bimaculata est une espèce de préoccupation mineure (LC: Least concern) selon la liste rouge de l'UICN. C'est l'une des anthophores les plus répandues, elle est très commune dans le sud de aire de répartition mais se fait plus rare dans le nord. Elle est en déclin dans certaines régions comme en Suisse où sa population est très menacée. En Belgique, sa population se porte bien mais cette abeille reste encore rare et localisée actuellement (elle est strictement protégée en Wallonie). En Allemagne, Anthophora bimaculata est en voie de disparition.

## Systématique
Le nom valide complet (avec auteur) de ce taxon est Anthophora bimaculata (Panzer, 1798).
L'espèce a été initialement classée dans le genre Apis sous le protonyme Apis bimaculata Panzer, 1798.
Ce taxon porte en français le nom vernaculaire ou normalisé suivant : Héliophile commune,.
En anglais son nom commun est Green-eyed flower bee, en allemand Zweifleck-Pelzbiene ou Dünen-Pelzbiene, en néerlandais Kleine sachembij.
Anthophora bimaculata a pour synonymes :
- Anthophora saropoda Lamarck, 1817
- Anthophora squalida Lepeletier, 1841
- Apis bimaculata Panzer, 1798
- Apis rotundata Panzer, 1798
- Heliophila bimaculata (Panzer, 1798)